# 위정심
위정심(1997년 10월 13일 ~ )은 조선민주주의인민공화국의 여자 축구 선수다. 2015년 제5회 EAFF 여자 동아시안컵에서 최우수선수상을 수상했다.